# Еничари
Вижте пояснителната страница за други значения на Еничари.
Еничарите (на османски турски: يڭيچرى, yeni çeri – „нов войник“), наричани също йеничери, йеничари, яничери, яничари, са османски поданици на държавна служба. Първоначално, от средата на XIV век, те са принудително набирани сред християнското население на империята, като постепенно се превръщат в наследствена каста, която запазва своя привилегирован статут до 1826 година, когато той ѝ е насилствено отнет.
Те са предимно военнослужещи, но някои от тях са и административни или други служители. Според свидетелството на Павел Йовия през 1531 г. почти целият еничарски корпус говорил славянски езици. Основаването на еничарския корпус се приписва на Мурад I (1362 – 89), с цел отслабване на влиянието на османската аристокрация.

## Набиране на еничари
От 1380 до 1648 година, еничарите са набирани от покорените християнски народи, главно балкански християни и арменци, чрез т.нар. кръвен данък (девширме). Практиката се преустановява официално през 1648 г., а последното документирано нейно прилагане е от 1705 година.
Децата били на възраст от 8 до 20 години, като идеалната възраст е била между 8 и 10 години. Отвличането на деца на възраст под 8 години е било забранено, но са отвличани и деца на 6-годишна възраст, като практиката е била да са най-здравите и интелигентни синове. Наричани аджемиоглани, те били откарвани в казармите в Одрин, Цариград и Бурса, където били помохамеданчвани. За разлика от типичните роби, еничарите служат като са капъкулу, или „слуги на Портата“, и са получавали заплати, като след пенсионирането си са служели в султанския дворец, и, заедно със завършилите султанското училище, постепенно оформят един от управляващите класове в Османската империя, съперничещ по влияние на турската аристокрация.
Най-интелигентните сред тях са изпращани в Ендерун, придворното училище, за да изучават различни науки (ислямски науки, математика, география, история, право и администрация, изкуства и физическа подготовка). Завършилите султанското училище заемат високи позиции във властта, и много от тях се издигали така до паши и везири. Провалилите се ученици са изпращани на ръководни длъжности във войската.
Аджемиогланите трябвало да забравят напълно рода си, да научат турски език и са обрязвани и индоктринирани в исляма под постоянно наблюдение на евнуси. Те са следвали изключително строга дисциплина и им е било забранено да сключват брак или да се занимават с търговия. Преди да започнат активна служба, те са работели като прислуга в палата, султанските конюшни и градини, други са чиракували и научавали занаят. Накрая постъпвали в еничарския корпус, където ставали отлични бойци. През XV век корпусът числял 10 000 души, за да достигне през XVII век до 50 000 души, когато еничари вече се набират и чрез доброволна служба. В началото на ХIХ век корпусът достига над 150 000 души чрез отворена система за набиране. Еничарите се подчинявали само на султана, а техният ага бил сред най-влиятелните първенци.
През XVI век султанът се поддава на натиска на военното управление и позволява еничари да служат в редовната войска, с което слага край на 300-годишна забрана. Постепенното отслабване на стриктните правила и системата на меритокрация успяват да предотвратят военните и политически реформи и прогрес.
Еничари са набирани основно сред славянското население на Балканите, впоследствие са били предпочитани основно деца от Албания, Гърция, Босна и България. Съществена част от еничарите са албанци, българи, гърци, сърби и босненци. Евреите, както и сираци и единствени синове, са били изключени от кръвния данък. Първоначално се е смятало, че арменците също не са плащали кръвен данък, но според различни източници, не са пощадени от него.
Солаците (солак на турски: левичар) са подразделение от еничарската гвардия на султана, които опъват тетивата с лявата ръка, за да не обръщат гръб на султана при стрелба, тъй като се строявали от лявата му страна.
Някои от най-известните еничари са Скендербег, албанец, който бяга от корпуса и води 25-годишно въстание срещу Османската империя, и Соколлу Мехмед паша, служил като Велик везир при трима султани, и на практика управлявал Османската империя в продължение на 14 години.

## Борби срещу еничарството
Всички поробени народи се борят в една или друга степен срещу посегателството върху децата им. Момчета са женени още на 8 – 9 години, защото женените не били вземани за еничари. Други са осакатявани, с което също са избягвали данъка. Отраснали българчета напускат домовете си и дълго се укриват, подкупват се събирачите на данъка, за да попълнят състава с още необрязани синове на бедни турци.
Жителите на Негуш открито отказват да предадат рожбите си и през 1705 г. образуват чета начело със Зиси Карадимо и синовете му Васил и Димитър и нападат силяхдара (чиновник, отговарящ за събирането на данъка) и охраната му. След много битки те са притиснати и разбити от превъзхождащите ги турски сили. Войводата Карадимо и синовете му са обесени.
В други случаи, особено в Албания, християнски и мюсюлмански семейства дори са подкупвали събирачите, за да вземат децата им, тъй като това е предлагало възможности за издигане в системата на Османската империя.